# Nederlandse kampioenschappen zwemmen 1953

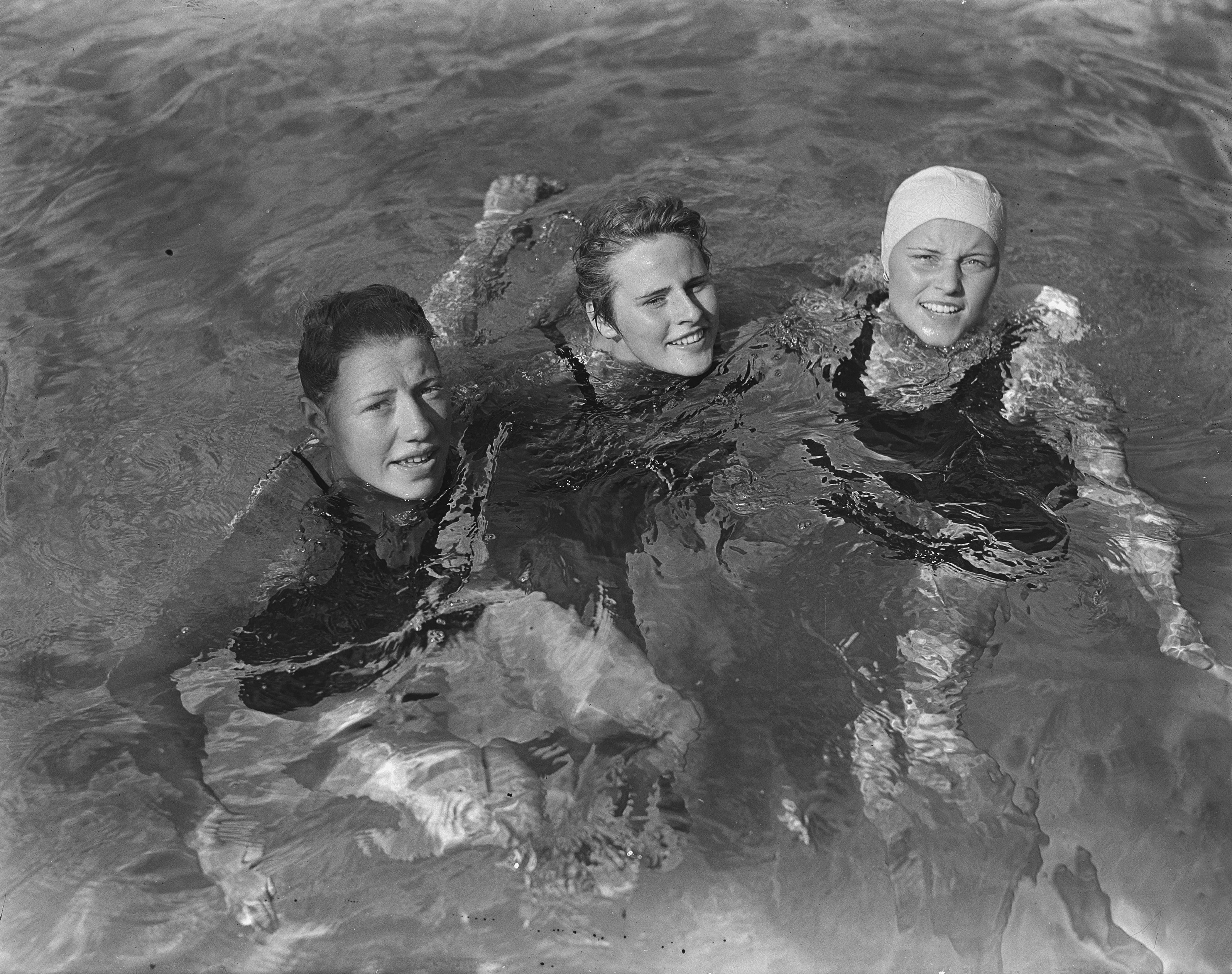
Geertje Wielema won vier titels, op de foto poseert ze na de 400 meter vrije slag met Tine van Brenk (links) en Florence Peters (rechts)

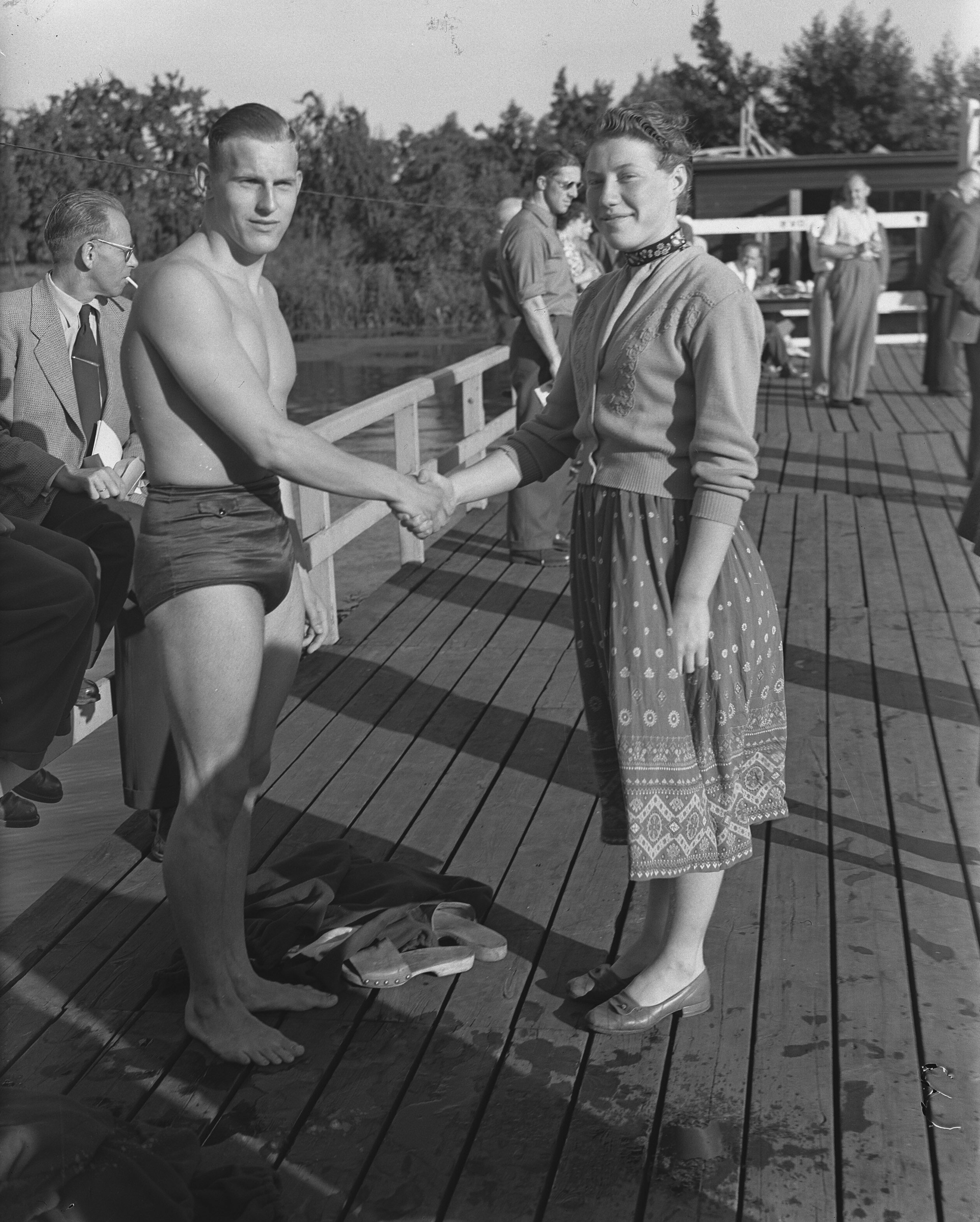
Piet ten Thije en Tine van Brenk werden kampioen op de 1500 meter vrije slag

De Nederlandse kampioenschappen zwemmen 1953 werden gehouden op 14, 15 en 16 augustus 1953 in Nijmegen, Nederland. De 1500 meter vrije slag werd een week eerder in Utrecht gezwommen.

## Geschiedenis
Voor het eerst stond tijdens een Nederlands kampioenschap de 100 meter (mannen) en 200 meter (vrouwen) vlinderslag op het programma. De 3×100 meter wisselslag werd vervangen door de 4×100 meter. De 4×100 meter vrije slag bij de vrouwen verliep vrij opmerkelijk. Zwemster Rie Brouwer van de HDZ kwam in de baan van haar concurrent Annie Meinsma (van HZC) terecht en hinderde haar waardoor de achterstand op de winnaar RDZ groter werd. De als tweede geëindigde HDZ werd daarop gediskwalificeerd en de jury oordeelde dat de race moest worden overgezwommen. RDZ wilde hier niet aan meedoen, waarna HZC de winst opeiste.
Zwemmer Joris Tjebbes ontbrak op de 100 meter vrije slag, omdat hij door studie niet in een goede conditie was. Op de 400 meter vrije slag verloor Wim de Jonge door het missen van een keerpunt het brons. Stans Scheffer deed voor de twintigste keer mee.

## Zwemmen

### Mannen
| Afstand:           | Goud:                                                            | Tijd    | Zilver:                        | Tijd    | Brons:                | Tijd    |
| 100 m vrije slag   | Herman Willemse De Vechtstreek                                   | 1.01,3  | Wim de Vreng AZ '70            | 1.01,5  | Fred Pieters DWR      | 1.02,3  |
| 400 m vrije slag   | Piet ten Thije LZO                                               | 4.58,1  | Herman Willemse De Vechtstreek | 5.04,4  | Arnd Käyser De Robben | 5.10,0  |
| 1500 m vrije slag  | Piet ten Thije LZO                                               | 20.15,8 | Herman Willemse De Vechtstreek | 20.44,8 | Arnd Käyser De Robben | 20.53,8 |
| 100 m rugslag      | Jitse van der Veen LZO                                           | 1.10,9  | Kees Kievit Aegir              | 1.11,3  | Hans Schenk De Robben | 1.13,4  |
| 200 m schoolslag   | Peter Bekkering De Sleutelstad                                   | 2.49,0  | Wim van Zijl De Sleutelstad    | 2.52,1  | Ton Jaspers NZC       | 2.52,5  |
| 200 m vlinderslag  | Daan Buijze HZ&PC                                                | 2.44,8  | Geert Jan van Rooij Aegir      | 2.54,8  | A. de Vries HPC       | 2.55,8  |
| 4×100 m wisselslag | Zian Dhr. van Dongen Harro Ran Dhr. Snijders Dhr. Razoux Schultz | 5.09,2  | RZC                            | 5.11,7  |                       |         |
| 4×200 m vrije slag | HPC Heemstede Jan Bouwman Dhr. Prins Dhr. Geurtsen Joris Tjebbes | 9.42,6  | HZ&PC Daan Buijze              | 9.42,7  | LZO                   | 9.58,4  |

### Vrouwen
| Afstand:           | Goud:                                                             | Tijd    | Zilver:                  | Tijd    | Brons:                   | Tijd    |
| 100 m vrije slag   | Geertje Wielema HZC                                               | 1.07,7  | Els van der Ploeg ADZ    | 1.09,0  | Ria Vonk HDZ             | 1.09,1  |
| 400 m vrije slag   | Geertje Wielema HZC                                               | 5.22,1  | Tine van Brenk De Robben | 5.29,6  | Florence Peters Neptunus | 5.29,8  |
| 1500 m vrije slag  | Tine van Brenk De Robben                                          | 21.12,7 | Geertje Wielema HZC      | 22.07,1 | Florence Peters Neptunus | 22.13,8 |
| 100 m rugslag      | Geertje Wielema HZC                                               | 1.14,4  | Joke de Korte ODZ        | 1.15,9  | Janny Rubingh DZN        | 1.19,6  |
| 200 m schoolslag   | Rika Bruins GZ&PC                                                 | 3.00,2  | Nel Garritsen RDZ        | 3.01,2  | Nel van Opstal Surae     | 3.01,5  |
| 100 m vlinderslag  | Nel Garritsen RDZ                                                 | 1.25,2  | Corrie Plak DZV          | 1.28,7  | Elly de Graaf De Robben  | 1.28,8  |
| 4×100 m wisselslag | De Robben Dicky van Ekris Tonnie Hom Elly de Graaf Tine van Brenk | 5.28,6  | HZC                      | 5.29,5  | RDZ                      | 5.30,4  |
| 4×100 m vrije slag | HZC Geertje Wielema Emmy Wielema Annie Meinsma Hanny Schuitema    | 5.00,6  | ZAR                      | 5.05,0  | ADZ                      | 5.05,6  |

## Schoonspringen

### Mannen
| Onderdeel: | Goud:              | Score  | Zilver:                | Score | Brons:                   | Score |
| 3 m plank  | Jan van Moll Aegir | 138,85 | Fred Gnodde Icarus-RZC | ?     | Clemens de Goede Simaika | ?     |

### Vrouwen
| Onderdeel: | Goud:                  | Score  | Zilver:               | Score  | Brons:                     | Score |
| 3 m plank  | Els van den Horn Het Y | 128,49 | Annie Tenkink Simaika | 108,33 | Jo Dols-Wolters Icarus-ODZ | ?     |

Langebaan (50 meter):

1920 ·
1921 ·
1922 ·
1923 ·
1924 ·
1925 ·
1926 ·
1927 ·
1928 ·
1929 ·
1930 ·
1931 ·
1932 ·
1933 ·
1934 ·
1935 ·
1936 ·
1937 ·
1938 ·
1939 ·
1940 ·
1941 ·
1942 ·
1943 ·
1944 ·
1945 ·
1946 ·
1947 ·
1948 ·
1949 ·
1950 ·
1951 ·
1952 ·
1953 ·
1954 ·
1955 ·
1956 ·
1957 ·
1958 ·
1959 ·
1960 ·
1961 ·
1962 ·
1963 ·
1964 ·
1965 ·
1966 ·
1967 ·
1968 ·
1969 ·
1970 ·
1971 ·
1972 ·
1973 ·
1974 ·
1975 ·
1976 ·
1977 ·
1978 ·
1979 ·
1980 ·
1981 ·
1982 ·
1983 ·
1984 ·
1985 ·
1986 ·
1987 ·
1988 ·
1989 ·
1990 ·
1991 ·
1992 ·
1993 ·
1994 ·
1995 ·
1996 ·
1997 ·
1998 ·
Amersfoort 1999 ·
Drachten 2000 ·
Eindhoven 2001 ·
Amersfoort 2002 ·
Amsterdam 2003 ·
Amsterdam 2004 ·
Amsterdam 2005 ·
Eindhoven 2006 ·
Amsterdam 2007 ·
Eindhoven 2008 ·
Eindhoven 2009 ·
Eindhoven 2010 ·
Eindhoven juni 2011 ·
Eindhoven december 2011 ·
Amsterdam 2012 ·
Eindhoven 2013 ·
Eindhoven 2014 ·
Eindhoven 2015 ·
Eindhoven 2016 ·
Eindhoven 2017 ·
Amersfoort 2018 ·
Amersfoort 2019 ·
2020 ·
2021 ·
Amersfoort 2022 ·
Amersfoort 2023 ·
Amersfoort 2024

Kortebaan (25 meter):

1980 ·
1981 ·
1982 ·
1983 ·
1984 ·
1985 ·
1986 ·
1987 ·
1988 ·
1989 ·
1990 ·
1991 ·
1992 ·
1993 ·
1994 ·
1995 ·
1996 ·
1997 ·
's-Hertogenbosch 1998 ·
Nieuwegein 1999 ·
Nieuwegein 2000 ·
Alphen aan den Rijn 2001 ·
Eindhoven 2002 ·
Drachten 2004 ·
Amsterdam 2005 ·
Drachten 2006 ·
Amsterdam 2007 ·
Amsterdam 2008 ·
Amsterdam 2009 ·
Amsterdam 2010 ·
Amsterdam 2012 ·
Dordrecht 2013 ·
Tilburg 2014 ·
Tilburg 2015 ·
Hoofddorp 2016 ·
Hoofddorp 2017 ·
Tilburg 2018 ·
Tilburg 2019 ·
2020 ·
Den Haag 2021 ·
Den Haag 2022 ·
Den Haag 2023